# Морган Ерп
Морган Ерп (Пела, 24. април 1851 — Тумстаун, 18. март 1882) је био један од браће Ерп. Учествовао је у обрачуну код О. К. корала. Убијен је у атентату кога је организовала банда "Каубоја".

## Биографија
Рођен је 1851. године у Пели у Ајови. Отац му је био Николас Портер Ерп (1813-1907), а мајка Вирџинија Ен Кокси (1821-1893). Када су Морганова старија браћа, Њутн, Џејмс и Вирџил, служили војску Уније у Америчком грађанском рату, Морган и његов старији брат Вајат остали су на породичној фарми. Између 1871. и 1877. године Морган је упознао Лизу Алис Хјустон, ћерку Семјуела Хјустона и Елизабете Вогал. Лиза (рођена 24. јануара 1855.) је била друга од 12 деце у породици. Морган је 1875. године напустио своју породицу у Вичити и постао заменик шерифа Чарлија Басета у Даџ Ситију. Крајем 1877. године Морган и Лиза се селе у Мајлс Сити у Монтани, где купују кућу. Убрзо су за Вајатом и Вирџилом кренули у Аризону, у бумтаун Тумстаун. Морган је у Тумстаун стигао нешто касније, 20. јула 1800. године. Лиза му се прикључила почетком децембра. Морган је постављен за заменика маршала Вајата Ерпа. Ерпови у Тумстауну улазе у сукоб са бандом "Каубоја" предвођеном Ајком Клантоном. Сукоби су ескалирали 26. октобра 1881. године када су се "Каубоји" окупили код О. К. корала у Фремонт Стриту и претили да ће убити Ерпове и њиховог пријатеља Дока Холидеја. Морган, Вајат и Холидеј одлучили су да помогну Вирџилу да их разоружа. Уследио је револверашки обрачун који се сматра најпознатијим двобојем Дивљег Запада. У полуминутном сукобу страдали су Том, Френк Меклари као и Били Клантон. Ајк Клантон и Били Клеборн побегли су са бојишта. Клантон је тужио Холидеја и Ерпове за убиство, али их је суд ослободио због недостатка доказа. Након неуспешног атентата на Вирџила Ерпа, Морган је 18. марта 1882. године убијен у салуну док је играо билијар. Метак га је погодио у кичму. Други метак је промашио Вајата. Морган је умро након 40 минута. Уследила је освета браће Ерп и Дока Холидеја. Потера је током свог двонедељног јахања убила четворицу људи: Индијанца Чарлија, Френка Стилвела, Карли Била и Џони Барнса. Средином априла Ерпови напуштају Аризону и одлазе ка истоку, у Нови Мексико, а потом у Колорадо.